# Paramonowo
Paramonowo (ros. Парамоново) – wieś (ros. деревня, trb. dieriewnia) w Rosji, w Centralnym Okręgu Federalnym, w obwodzie moskiewskim, w rejonie dmitrowskim. Stanowi część osiedla typu miejskiego Diedieniewo.

## Nazwa
Dokładna historia nazwy wsi nie jest znana. Według jednej z wersji pochodzi ona od pierwszego osadnika na jej terenie, noszącego imię Paramon.

## Geografia
Paramonowo leży około 13 km na południe od centrum Dmitrowa. Na północ od niego płynie rzeka Wołgusza. W jego pobliżu znajdują się wsie Striekowo, Gorki i Bobrowo.

## Historia
Początkowo Paramonowo było typową wsią chłopską z własnym stylem życia i obyczajami. Zgodnie z informacjami zawartymi w opublikowanej w 1924 roku książce Dmitrowski ujezd guberni moskiewskej wieś zamieszkiwały wtedy 202 osoby. W latach 30. XX wieku osada została objęta kolektywizacją, w wyniku której powstały w niej kołchozy.
W czasie II wojny światowej, po agresji III Rzeszy na ZSRR większość mieszkańców wsi wzięła udział w walkach z wojskami niemieckimi, które dotarły do Paramonowa stanowiącego dla nich przez specyficzne położenie dogodny przyczółek do natarcia.
W późniejszych czasach paramonowskie kołchozy stopniowo uległy przekształceniu w pięć sowchozów specjalizujących się w hodowli przemysłowej krów mlecznych, w których zatrudnienie znalazła cała ludność wsi. Ponadto w latach 60. XX wieku na okolicznych wzgórzach zaczęło się rozwijać narciarstwo - w związku z tym w kolejnej dekadzie zbudowano pierwsze wyciągi. Powstał również drewniany tor saneczkarski, który w latach 80. XX wieku uległ częściowemu zniszczeniu.
Po 2000 roku życie w Paramonowie zaczęło się zmieniać z powodu realizacji opracowanego przez władze rejonu dmitrowskiego projektu inwestycyjnego, zmierzającego do przekształcenia wsi w ośrodek narciarski. W jego wyniku w osadzie powstały nowe trasy narciarskie, wyciągi oraz hotel. W 2006 roku gubernator obwodu moskiewskiego Boris Gromow podjął decyzję o budowie w Paramonowie międzynarodowego kompleksu saneczkarsko-bobslejowego. Budowa obiektu trwała do marca 2008 roku i kosztowała około 1 miliarda 200 milionów rubli. Powstała także infrastruktura składająca się z hotelu, basenów, siłowni, trybun, parkingów i sklepów.
W ostatnich latach jeden z rosyjskich oligarchów zbudował w Paramonowie elitarny klub golfowy, a nieopodal tej inwestycji rozpoczęła się budowa letniego ośrodka wypoczynkowego.

## Zabytki
W Paramonowie znajduje się pomnik poświęcony mieszkańcom poległym w walkach z wojskami niemieckimi w czasie II wojny światowej.

## Demografia
Według stanu na 2010 rok wieś zamieszkuje 116 osób. Większość z nich pochodzi z Republiki Mari El, a także z Białorusi, państw bałtyckich oraz innych krajów WNP. Są zatrudnieni w jedynym istniejącym w Paramonowie do dziś gospodarstwie hodowlanym oraz w sektorze usług związanym z ośrodkiem narciarskim.